# Pristimantis incertus
Pristimantis incertus är en groddjursart som först beskrevs av Lutz 1927.  Pristimantis incertus ingår i släktet Pristimantis och familjen Strabomantidae. IUCN kategoriserar arten globalt som otillräckligt studerad. Inga underarter finns listade i Catalogue of Life.